# Proceratium google
Proceratium google (лат.) — вид муравьёв из подсемейства Proceratiinae, обитающий на Мадагаскаре. Открыт и впервые описан американским мирмекологом Брайаном Фишером из Калифорнийской академии наук.

## Распространение
Proceratium google был найден в 2005 году на горе в северо-восточной части Мадагаскара (14°45′ ю. ш. 49°27′ в. д., Anjanaharibe-Sud Reserve).

## Описание
Мелкие муравьи (около 4 мм). Жвалы с четырьмя зубцами. Формула щупиков 4,3. Усики 12-члениковые. Длина головы (HL) от 1,15 до 1,24 мм; ширина головы (HW) от 1,03 до 1,05 мм. Необычна форма брюшка муравья, загнутого вниз и вперёд. Питается исключительно яйцами пауков.

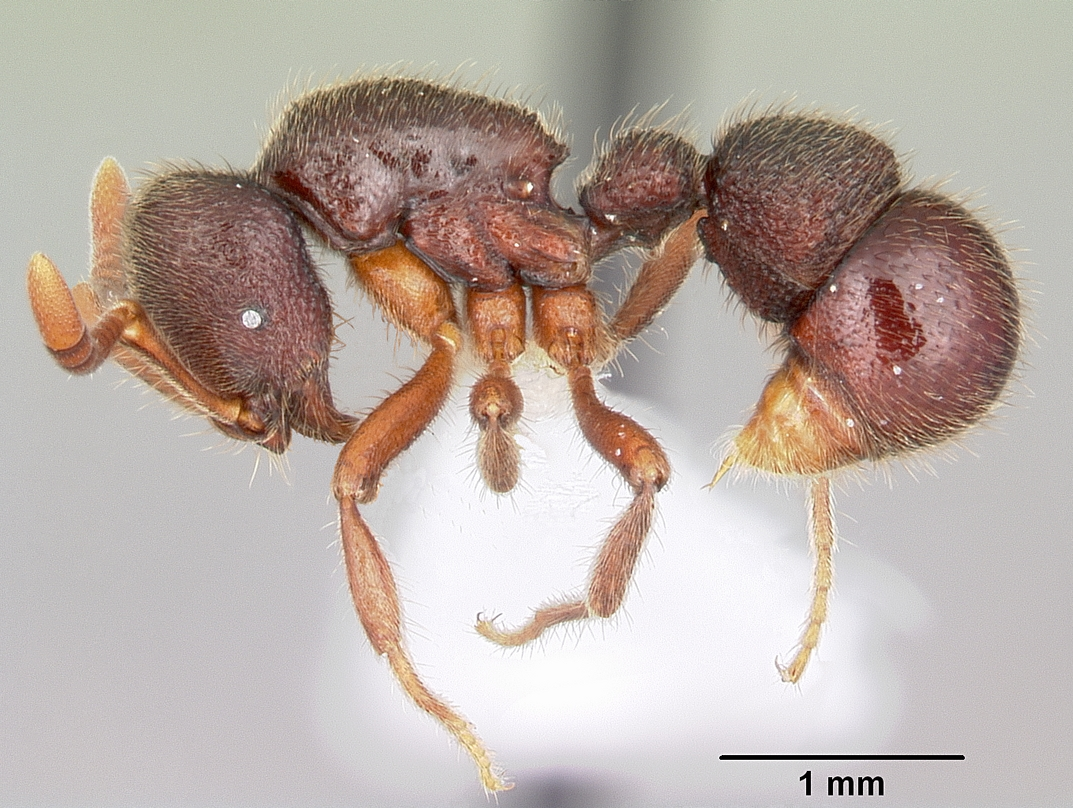
Вид сбоку
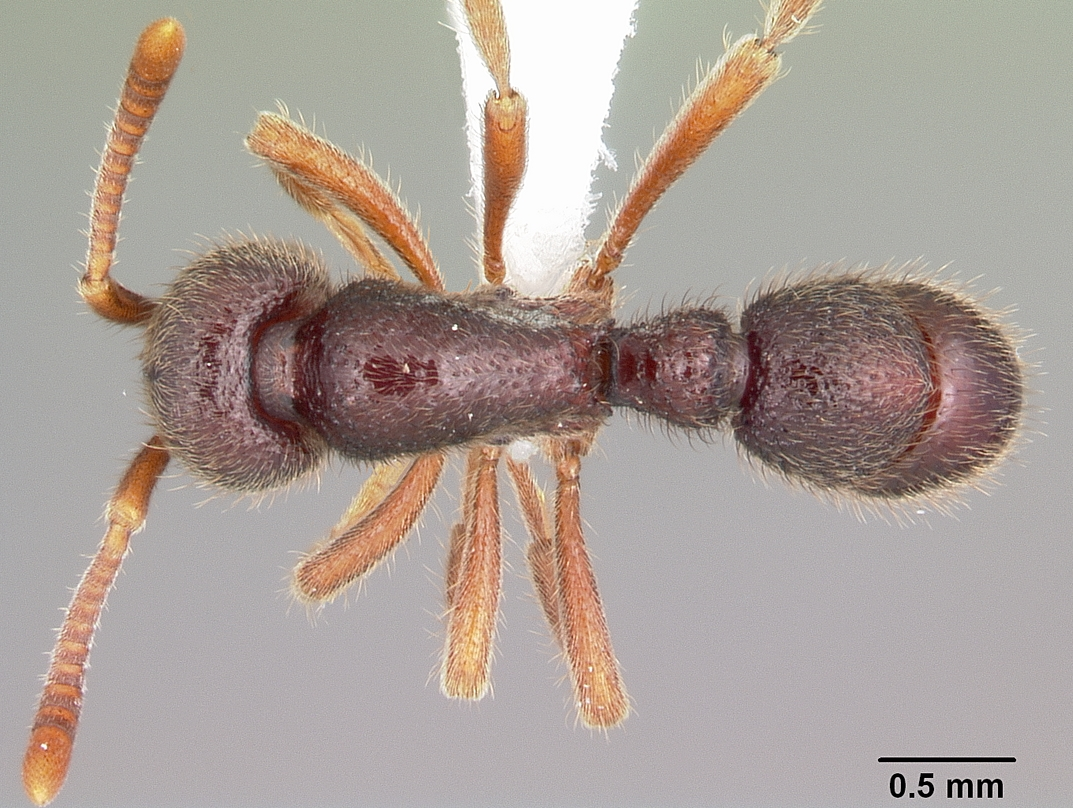
Вид сверху
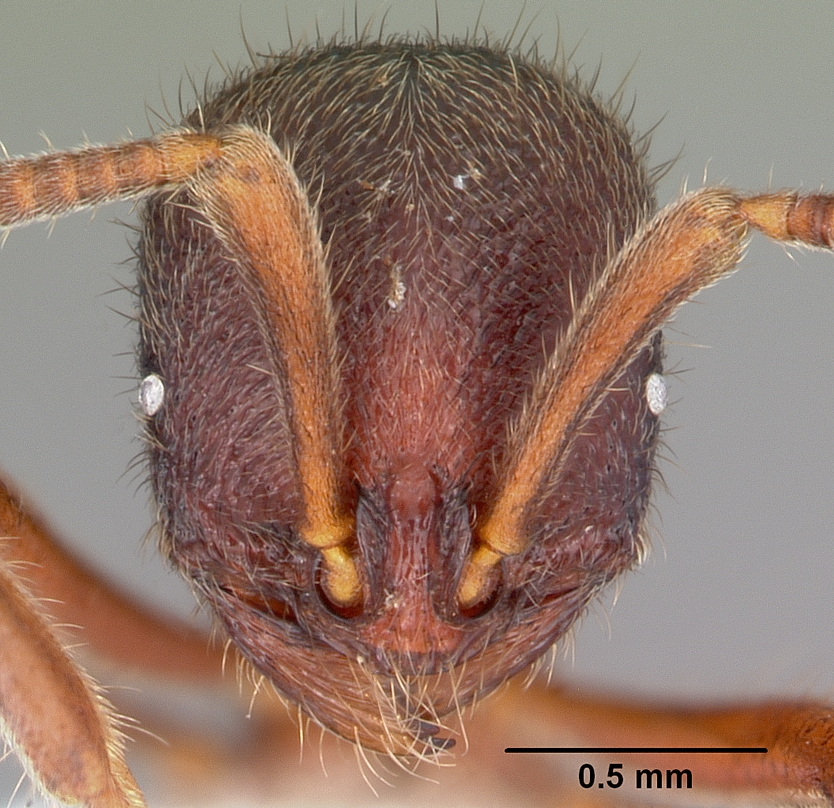
Голова

## Этимология
Фишер назвал муравья в честь Google, отблагодарив компанию за проект Google Earth. В эту программу можно интегрировать данные проекта AntWeb — базы данных муравьёв всего мира, одним из разработчиков которой является Фишер. Он написал:
Название было дано в знак признания поддержки со стороны компании Google. Я надеюсь, что Google продолжит применять свои навыки для предоставления данных, подходящих для сообщества биоразнообразия, специалистам по планированию природоохранной деятельности и общественности. Создав Zoogle, компания может помочь добиться свободного доступа к таксономическим данным и данным о биоразнообразии. P. google подозревается в том, что он специализирован на поедании яиц пауков, поэтому он метко назван в честь Google — за способность выслеживать малоизвестную добычу. Имя представляет собой произвольную комбинацию, которую следует рассматривать как существительное в приложении.

Оригинальный текст (англ.)Named in recognition of the support from the Google company. I hope that Google will continue applying its talent to serve data relevant to the biodiversity community, conservation planners, and the general public. By creating a “Zoogle,” Google could help achieve free and democratic access to taxonomic and biodiversity data on species. P. google is also suspected to be a specialist egg predator of spiders, which is also why this ant is aptly named after Google— for the ability to hunt down obscure prey. The specific name is an arbitrary combination, to be treated as a noun in apposition.